# Tomczewci
Tomczwci (bułg. Томчевци) – wieś w środkowej Bułgarii, w obwodzie Gabrowo, w gminie Trjawna. Według danych Narodowego Instytutu Statystycznego, 31 grudnia 2012 roku wieś liczyła 3 mieszkańców.